# Победа (Пловдив)
Вижте пояснителната страница за други значения на Победа.
ФК „Победа“ е български футболен отбор от град Пловдив. Основан е през 1915 г. и развивал дейността си между Пепиниерата и улица „Станционна“ (днес „Иван Вазов“), сегашния Университетски квартал. „Победа“ (Пловдив) е първият и единствен финалист в първото проведено държавното първенство през 1924 година. В другия полуфинал „Левски“ София завършва наравно с „Владислав“ в София и варненци настояват да се играе във Варна. Столичани обаче отказват да играят реванша и шампионата не завършва.
„Победа“ е общоградски първенец на Пловдив през 1924 и 1925 година. На 28 юни 1925 г. се обединява с Офицерския спортен клуб „Бенковски“ в БП-25 (Пловдив). На 1 юли 1928 г. БП-25 и „Тракийска слава“ се обединяват, а новосъздадения клуб приема името „Левски“ по предложение на Димитър Щиплиев. За цветове са избрани черно и бяло.